# Championnat du Tadjikistan de football 2000
Navigation
Saison précédente Saison suivante
La saison 2000 du Championnat du Tadjikistan de football est la neuvième édition de la première division au Tadjikistan. La compétition regroupe dix clubs au sein d’une poule unique où ils s'affrontent quatre fois, deux à domicile et deux à l'extérieur. En fin de saison, du fait du faible nombre d'équipes engagées, il n'y a ni promotion, ni relégation.
C'est le double tenant du titre, le Varzob Douchanbé, qui remporte à nouveau la compétition cette saison après avoir terminé en tête du classement final, avec dix points d'avance sur le Regar-TadAZ Tursunzoda et dix-neuf sur le FK Khodjent. C'est le troisième titre de champion du Tadjikistan de l'histoire du club.
L'avant-saison est une nouvelle fois perturbée par les retraits et forfaits de clubs. Les formations du Ranjbar Vose, du FK Istaravshan et du Bofanda Douchanbé ne participent pas à la compétition, ce qui entraîne le repêchage des deux relégués, le Lokomotiv Douchanbé et Vakhsh Qurghonteppa. À la fin des matchs aller, le club de Saddam Sarband est exclu, faute d'avoir réglé les frais d'inscriptions en championnat. Le club d'Umed Douchanbé est invité à le remplacer, mais sans reprendre les points et résultats du Saddam Sarband. Pour une raison indéterminée, c'est ce club qui représente le Tadjikistan en Coupe d'Asie des clubs champions la saison suivante.

## Les clubs participants
- FK Khodjent
- Panjsher Kolkhozabad
- Regar-TadAZ Tursunzoda
- Varzob Douchanbé
- Ravshan Kulob
- Khoja Karimov Gazimalik
- Lokomotiv Douchanbé
- Saddam Sarband
- Vakhsh Qurghonteppa
- SKA Pamir-Douchanbé - Promu de D2

## Compétition
Le barème de points servant à établir le classement se décompose ainsi :
- Victoire : 3 points
- Match nul : 1 point
- Défaite : 0 point

### Classement
| Rang | Équipe                       | Pts | J  | G  | N | P  | Bp  | Bc  | Diff |
| ---- | ---------------------------- | --- | -- | -- | - | -- | --- | --- | ---- |
| 1    | Varzob DouchanbéT            | 87  | 34 | 27 | 6 | 1  | 111 | 22  | +89  |
| 2    | Regar-TadAZ TursunzodaC      | 77  | 34 | 23 | 8 | 3  | 83  | 23  | +60  |
| 3    | FK Khodjent                  | 68  | 34 | 21 | 5 | 8  | 94  | 37  | +57  |
| 4    | SKA Pamir-DouchanbéP         | 52  | 34 | 15 | 7 | 12 | 54  | 51  | +3   |
| 5    | Panjsher Kolkhozabad         | 47  | 34 | 14 | 5 | 15 | 57  | 63  | -6   |
| 6    | Khoja Karimov Gazimalik      | 45  | 34 | 14 | 3 | 17 | 47  | 61  | -14  |
| 7    | Vakhsh Qurghonteppa          | 33  | 34 | 10 | 3 | 21 | 57  | 83  | -26  |
| 8    | Ravshan Kulob                | 33  | 34 | 9  | 6 | 19 | 54  | 74  | -20  |
| 9    | Umed Douchanbé               | 9   | 18 | 2  | 3 | 13 | 21  | 65  | -44  |
| 10   | Lokomotiv Douchanbé          | 9   | 34 | 1  | 6 | 27 | 19  | 111 | -92  |
|      | Saddam Sarband (disqualifié) |     | 18 |    |   |    |     |     |      |

|  | Champion du Tadjikistan 2000                                                                |
|  | Qualification pour la Coupe d'Asie des clubs champions 2001-2002                            |
|  | Qualification pour la Coupe des Coupes 2001-2002                                            |
|  | T : Tenant du titre C : Vainqueur de la Coupe du Tadjikistan P : Promu de deuxième division |

## Bilan de la saison
| Championnat du Tadjikistan de football 2000 |                             |
| Champion                                    | Varzob Douchanbé (3e titre) |
| Coupes et trophées                          |                             |
| Vainqueur de la Coupe du Tadjikistan 2000   | Regar-TadAZ Tursunzoda      |
| Qualifications continentales                |                             |
| Coupe d'Asie des clubs champions 2001-2002  | Umed Douchanbé              |
| Coupe des Coupes 2001-2002                  | Regar-TadAZ Tursunzoda      |
| Promotions et relégations                   |                             |
| Promus en Vysshaya Liga                     | Aucun                       |
| Relégués en Deuxième division               | Aucun                       |